# Campylomyza stegetfore
Campylomyza stegetfore är en tvåvingeart som beskrevs av Jaschhof 2009. Campylomyza stegetfore ingår i släktet Campylomyza, och familjen gallmyggor. Arten är reproducerande i Sverige.